# 任順妃
任順妃（じんじゅんひ、洪武25年10月26日（1392年11月11日） - 永楽19年（1421年））は、明の永楽帝の妃。朝鮮の人。

## 経歴
籍貫は忠清道懐徳県。仁寧府左尹の任添年と元の妻のあいだの娘として生まれた。彼女の入明前に依頼されて、両親は復縁した。
永楽6年（1408年）、明に献上されて後宮に入り、順妃となった。任添年は明の鴻臚寺卿に任じられた。
容貌は観音像のように美しいが、風情が無かったという。永楽19年（1421年）、永楽帝が後宮の者たちの大量処刑を行った際、首を吊って自殺した。

## 伝記資料
- 『明成祖実録』
- 『朝鮮王朝実録』